# Де лос Сантос, Леонель
Леонель де лос Сантос Ну́ньес (исп. Leonel de los Santos Nunez; род. 14 декабря 1994, Санто-Доминго, Доминиканская Республика) — доминиканский боксёр-профессионал, выступающий в наилегчайшей, в полулёгкой, в лёгкой, и в первой полусредней весовых категориях. Бывший член национальной сборной Доминиканской Республики по боксу, двукратный участник Олимпийских игр (2016, 2020), серебряный призёр Панамериканских игр (2019), победитель Панамериканского чемпионата (2017), многократный чемпион и призёр национального первенства в любителях.
Лучшая позиция по рейтингу BoxRec — 444-я (февраль 2023) и является 8-м среди доминиканских боксёров лёгкой весовой категории, — входя в ТОП-445 лучших боксёров лёгковесов всего мира.

## Биография
Леонель де лос Сантос Нуньес родился 14 декабря в 1994 года в городе Санто-Доминго, в Доминиканской Республике.

## Любительская карьера

### Олимпийские игры 2016 года
В 2016 году прошёл американскую Олимпийскую квалификацию в Буэнос-Айресе, и благодаря этому удостоился права защищать честь страны на Олимпийских играх в Рио-де-Жанейро в категории до 52 кг, но в 1/16 финала соревнований он по очкам (0:3) проиграл венесуэльцу Йоэлю Финолю.

### 2017—2019 годы
В июне 2017 года в городе Тегусигальпа (Гондурас) стал победителем на континентальном Панамериканском чемпионате по боксу, в весе до 56 кг, в финале победив кубинца Хавьера Ибаньеса Диаса.
В начале августа 2019 года стал серебряным призёром Панамериканских игр в Лиме (Перу), в весе до 60 кг, в финале проиграв кубинцу Ласаро Альваресу.
В сентябре 2019 года участвовал на чемпионате мира в Екатеринбурге, в весе до 63 кг. Где он в четвертьфинале по очкам (0:5) проиграл опытному армянину Оганесу Бачкову, — который в итоге стал бронзовым призёром данного чемпионата мира.

### Олимпийские игры 2020 года
В 2021 года прошёл квалификацию на Олимпийские игры 2020 года.
И в июле 2021 года стал участником Олимпийских игр в Токио, соревнуясь в первом полусреднем весе (до 63 кг), где в 1/16 финала соревнований по очкам решением большинства судей (счёт: 1:4) проиграл опытному таджикскому боксёру Баходуру Усмонову.

## Профессиональная карьера
7 ноября 2020 года в Агуа-Приета (Мексика) дебютировал на профессиональном ринге в лёгком весе (до 61,2 кг), где он досрочно техническим нокаутом в 1-м же раунде победил мексиканца Сервандо Солиса Невареса (0-35).

## Статистика профессиональных боёв
В таблице перечислены результаты всех поединков боксёров.
В каждой строке указан результат поединка. Дополнительно номер поединка обозначен цветом, который обозначает итог поединка. Расшифровка обозначений и цветов представлена в нижеследующей таблице.
| Пример | Расшифровка                     |
| ------ | ------------------------------- |
|        | Победа                          |
|        | Ничья                           |
|        | Поражение                       |
|        | Планируемый поединок            |
|        | Поединок признан несостоявшимся |
| КО     | Нокаут                          |
| ТКО    | Технический нокаут              |
| PTS    | Решение судей (по очкам)        |
| UD     | Единогласное решение судей      |
| MD     | Решение большинства судей       |
| SD     | Раздельное решение судей        |
| RTD    | Отказ от продолжения боя        |
| DQ     | Дисквалификация                 |
| NC     | Поединок признан несостоявшимся |

| 7 поединков, 7 побед (5 нокаутом). | 7 поединков, 7 побед (5 нокаутом). | 7 поединков, 7 побед (5 нокаутом). | 7 поединков, 7 побед (5 нокаутом). | 7 поединков, 7 побед (5 нокаутом).                                              | 7 поединков, 7 побед (5 нокаутом). | 7 поединков, 7 побед (5 нокаутом).       |
| Бой                                | Рекорд                             | Дата боя                           | Соперник                           | Место проведения боя                                                            | Раундов, время                     | Дополнительно                            |
| ---------------------------------- | ---------------------------------- | ---------------------------------- | ---------------------------------- | ------------------------------------------------------------------------------- | ---------------------------------- | ---------------------------------------- |
| 7                                  | 7-0                                | 29 июля 2022                       | Луис Диас Мармоль (18-15)          | Coliseo Elías Chegwin, Барранкилья, Колумбия                                    | UD 6 (6)                           | Счёт судей: 60-54 (трижды).              |
| 6                                  | 6-0                                | 18 марта 2022                      | Андрес Бенс Сапата (9-11)          | Cancha Cilo Perez, Сан-Кристобаль, Доминиканская Республика                     | UD 6 (6)                           | Бенс Сапата в 5-м раунде упал в нокдаун. |
| 5                                  | 5-0                                | 28 ноября 2021                     | Хулио Флорентино (1-1)             | Club Pueblo Nuevo, Сантьяго-де-лос-Трейнта-Кабальерос, Доминиканская Республика | KO 1 (4), 0:45                     |                                          |
| 4                                  | 4-0                                | 23 сентября 2021                   | Джонатан Мариано (2-9-2)           | Coliseo Carlos 'Teo' Cruz, Санто-Доминго, Доминиканская Республика              | TKO 3 (6), 2:02                    |                                          |
| 3                                  | 3-0                                | 28 мая 2021                        | Хосе Алехандро Лопес Торрес (1-13) | Hotel Agua Azul, Мао, Доминиканская Республика                                  | TKO 1 (4), 1:09                    |                                          |
| 2                                  | 2-0                                | 5 декабря 2020                     | Мигель Масиас Диас (3-1)           | Gimnasio Profit Cross, Агуа-Приета Москва, Мексика                              | TKO 1 (4), 1:06                    |                                          |
| 1                                  | 1-0                                | 7 ноября 2020                      | Сервандо Солис Неварес (0-35)      | Gimnasio Profit Cross, Агуа-Приета Москва, Мексика                              | TKO 1 (4), 1:46                    | Дебют в профессиональном боксе.          |